# Cascada del Vino
La cascada del Vino es una caída de agua ubicada en el parque nacional Dinira, en los límites del municipio Morán del Estado Lara, dentro de la serranía de Barbacoa, un conjunto montañoso que es parte de la región más oriental de los Andes venezolanos. La caída de agua cuenta con la peculiar característica que el río posee un matiz de color vinotinto producto de un compuesto orgánico la antocianina y del ácido tánico derivado de las raíces de los árboles que rodean la quebrada a lo largo de su trayecto que allí se encuentran con el material ferroso que se desprende de las aguas. La cascada Las coordenadas GPS de la Cascada del Vino son las siguientes: 9°47'12.58"N 70° 1'56.29"W

## Conservación
La baja densidad de población en las regiones cercanas al parque nacional Dinira y la ausencia de las comunidades humanas dentro del parque han contribuido definitivamente a que Dinira sea una zona con ecosistemas bien conservados. El terreno escarpado y la falta de carreteras, también contribuyen a mantener el parque aislado y, por lo tanto, libre de problemas externos que amenacen la naturaleza.
Comparando los datos del parque nacional Dinira con los de otros parques nacionales, los incendios forestales no parecen ser un problema grave. Sin embargo, dichos incendios causan alteraciones que tienen gran impacto en la vegetación de páramo y subpáramo y las muchas especies endémicas del área.
La cascada del vino es una zona de recreación muy visitada por los habitantes de la región, aunque es turismo no regulado, especialmente durante la temporada de carnaval y Semana Santa, cuando, aunque número exacto de visitantes es desconocido por falta de registros, se estima que durante cada feriado trae unas 2.500 personas a la zona. El principal desafío de este gran número de visitantes es la notoria acumulación de desperdicios en los alrededores de la cascada y ciertas actividades ilegales o inadecuadas como grafiti, tala, fogatas, vandalismo, etc.

## Trayecto

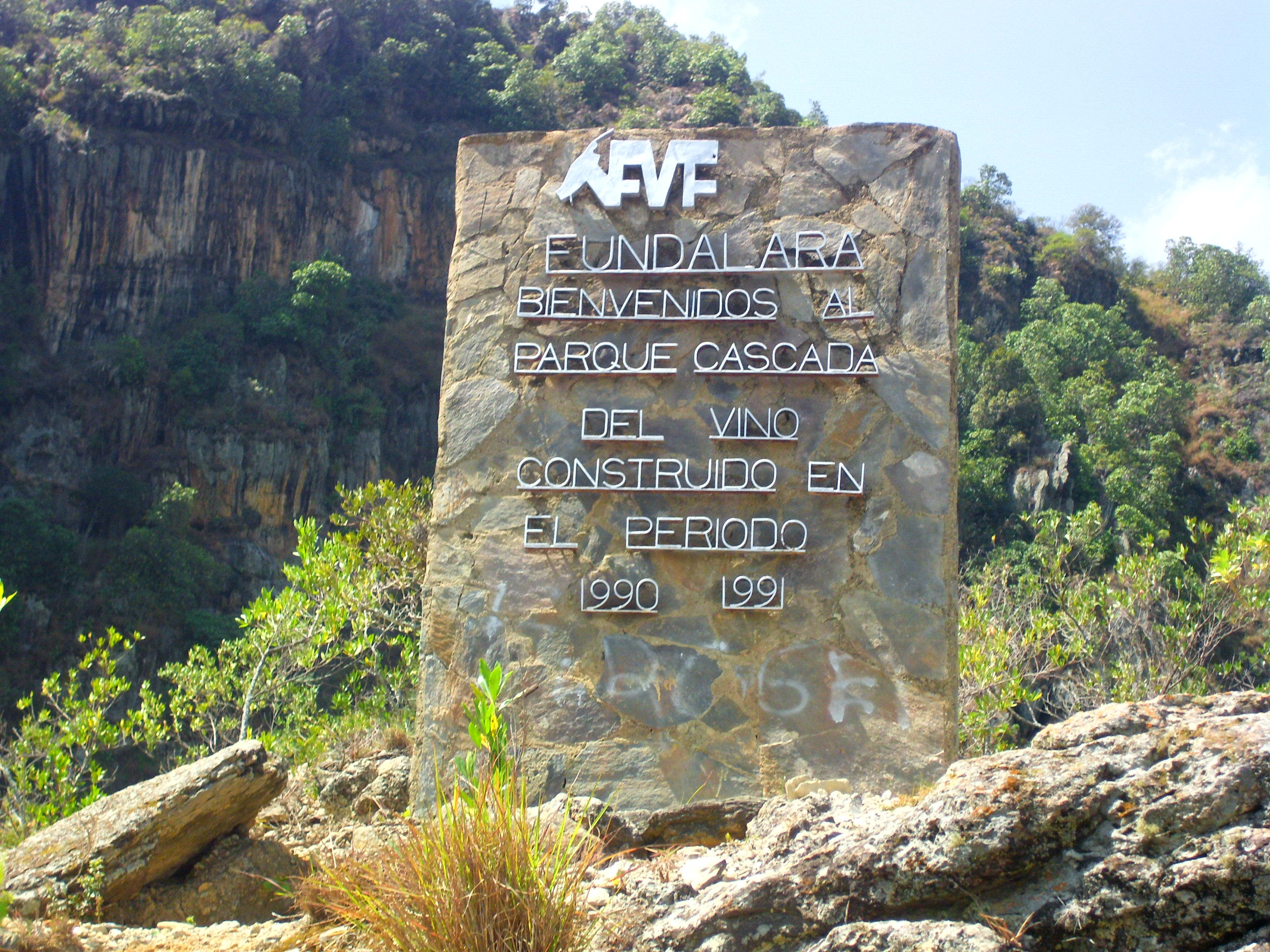
Entrada a la Cascada del Vino.

Para llegar a la cascada el Vino desde Carora se toma la carretera Quíbor – El Tocuyo, la cual se bifurca, se toma la carretera hacia la izquierda que es la ruta Panamericana, hacia Trujillo, pasando por los poblados de San Pedro, La Pastora y Jabón hasta llegar, después de unos 45 minutos, al pueblo de Barbacoas, desde donde a tan solo 10 minutos se encuentra la Cascada del Vino.1
Tomar la vía hacia la derecha en la bifurcación de la carretera Quíbor – El Tocuyo conduce a Tocuyo, una carretera de preferencia para carros rústicos, pues son de trochas de piedras formadas por curvas en el borde de la serranía.